# Rosa Massagué i Dalmases
Rosa Massagué i Dalmases (Terrassa, Vallès Occidental, 1949) és una periodista catalana.

## Biografia
Nascuda a Terrassa el 1949, Rosa Massagué ha estat corresponsal a Londres i Roma per a El Periódico de Catalunya, on escriu des de la seva fundació el 1978. En el mateix diari, ha ocupat els càrrecs de cap de relacions exteriors i redactora en cap. És autora de llibres periodístics sobre política internacional, com El legado político de Blair (2007). També ha col·laborat en diversos programes de ràdio i televisió, com L'oracle de Catalunya Ràdio o Els matins de TV3.
Va impartir classes de periodisme internacional al màster BCNY organitzat per la Universitat de Barcelona i la de Colúmbia.
També va ser vocal de la junta de la secció espanyola de Reporters Sense Fronteres i de la Fundació Privada Amics del Liceu. Veïna d'Ullastrell (Vallès Occidental), ha escrit alguna publicació sobre aquesta localitat i va ser l'autora del pregó de la festa major el 1992.

## Obra publicada
- El legado político de Blair (Libros de la Catarata, 2007)

## Traduccions
- Las fotografías del siglo (Euros, 1976), obra de Jacques Borge i Nicolas Viasnoff